# Анервен
Анервен (нід. Anerveen) — селище в нідерландській провінції Оверейсел. Входить до муніципалітету Гарденберг.
Його площа становить 5,33 км², а населення станом на 2021 рік складало 155 осіб.
Перша згадка про населений пункт датується 1846 роком.